# Остапюк Дмитро Олександрович
Остапюк Дмитро Олексадрович (*  20 листопада 1914, Висоцьк — †  24 липня 1984, Любомль) — волинський краєзнавець, активіст пам’яткоохоронної справи, вчитель історії, дослідник археологічних пам’яток, організатор і активіст музейництва на теренах Любомльського району. Зібрав одну із унікальних музейних колекцій, яка сьогодні не втратила свого значення і є значним джерелом для наукових досліджень.

## Біографія
Народився Дмитро Олександрович Остапюк 20 листопада 1914 року в селі Висоцьк Бережецької волості Володимир-Волинського повіту (тепер — село Висоцьк Штунської сільської ради Любомльського району) в бідній селянській родині. Перша світова війна, фронт принесли в сім’ю біженство у Дніпропетровську область, поранення, важку хворобу і ранню смерть в 1919 році батька. В 1920 році сім’я повернулася на Волинь. З 1922 по 1929 роки Дмитро навчався у Висоцькій загальній школі. Далі – найми, робота землекопом на меліорації. Загітований членами КПЗУ, створив у рідному селі декілька трійок, у 1935 році – уже секретар підпільного райкому у Висоцьку і одночасно член підпільного райкому в селі Штунь. У 1937 році заарештований і засуджений польським судом на п’ять років ув’язнення, спочатку в Ковельській тюрмі, згодом у місті Короново.
Після 1939 року працював у радянських та господарських органах, по закінченні курсів у Львові очолив лісовиробничу дільницю у місті Рафалівка. З початком війни був в евакуації, потім на фронті. Після важкого поранення у 1942 році тривалий час лікувався. В жовтні 1944 року повернувся на фронт.
У жовтні 1945 року – у місті Любомлі. У 1949–1952 роках – голова Ратнівського райвиконкому. Очолював різні господарські установи в Олиці, Любомлі. Згодом – директор Висоцької 7-річної школи, Любомльського планетарію, з 1964 по 1969 роки викладав історію в Любомльській середній школі № 1. Активно прилучився до вивчення місцевої історії, краєзнавства. Опрацьовував архівні матеріали у Луцьку та Львові. Тримав постійний зв’язок з археологами Львова, Києва, Москви. Брав участь у  всіх розкопках з відомими археологами В.Д.Бараном, М.Ю.Смішко, М.Б.Малевською, В.В.Ауліхом, Г.І.Охріменком.  У 1962 році відкрив могильники вельбарської культури в Любомлі та Машові. Організував за участю відомого археолога Ю.Кухаренка п’ять археологічних експедицій на території району.
Як член Товариства охорони пам’яток історії та культури брав участь у написанні статей до тому „Волинська область. Історія міст і сіл Української РСР”. Підготовка до випуску цієї книги на початку 60-х років 20 століття стала поштовхом для пробудження інтересу до краєзнавства. Почали вивчатись архіви, записувались легенди, збирались статистичні дані. У процесі роботи у краєзнавців і авторів майбутньої книги почав накопичуватись крім текстового і речовий матеріал. У школах почали створюватись історичні куточки. Але ці експонати не інвентаризувались, за них ніхто серйозно не відповідав, тому через деякий час через неправильне зберігання вони були знищені або розкрадені.
Саме Д.О.Остапюк запропонував вихід із цієї ситуації. Щоб зберегти історію для нащадків, він запропонував створити Любомльський краєзнавчий музей. У той час у Дмитра Олександровича вже була приватна колекція з археології, нумізматики, письмових документів. Було багато й інших експонатів, які він збирав протягом кількох десятиліть, об’їздивши всі села району. Любов до рідного краю і фанатична відданість історії сприяли тому, що йому було довірено зайнятись створенням музею наприкінці 60-х років. Проблема була в тому, що не було необхідного приміщення та й посаду музейного працівника тодішня влада відмовилась ввести в штат. Займаючись організацією музею, Д.О.Остапюк періодично зараховувався на різні посади в піонерклубі, сільських будинках культури, планетарії.
У 1970 році в центрі Любомля було побудоване триповерхове приміщення, і третій поверх вдалось виклопотати під краєзнавчий музей. Дмитро Олександрович сам розробив ескізи вітрин, а науковці Волинського краєзнавчого музею надавали методичну допомогу в оформленні експозиції. У пошуках експонатів постійно проводились експедиції по населених пунктах району. Д.О.Остапюк налагодив зв’язки з Холмським музеєм (Польща). Він неодноразово їздив до Польщі, вивчав їх досвід і варіанти розміщення експозиції.
Дмитро Остапюк багато років вивчав матеріали Волинського державного архіву, склав картотеку по архівних матеріалах Любомльщини, робив запити в наукові заклади республіки і держави, збирав все, що пов’язане з історією краю. Продовжував роботу над написанням історії Любомля, збирав нумізматичну та філателістичну колекції. Перша неофіційна екскурсія в музеї була проведена 9 травня 1973 року для польської делегації, яка прибула на свято. А офіційне відкриття відбулося 28 травня 1973 року.

Любомльський краєзнавчий музей (знаходиться на 3 поверсі мерії)

Помер 24 липня 1984 року. Похований на місцевому кладовищі.

## Сім’я
Свою любов до краєзнавства Дмитро Остапюк передав синові – Олександру Остапюку. Олександр Дмитрович з 1993 року працює директором Любомльського краєзнавчого музею, є автором багатьох наукових праць з історії Любомльщини. Постійно переймаючи науку від батька, рано почав займатись краєзнавством, колекціонуванням. Він гідно продовжує справу свого батька. Музей під його керівництвом став чи не єдиним сховищем пам’яток матеріальної та духовної культури краю.